# Брежнев, Алексей Аркадьевич
Алексе́й Арка́дьевич Бре́жнев (1930—2008) — советский дипломат-китаист. Чрезвычайный и полномочный посланник первого класса. Более 20 лет находился на дипломатической службе СССР в Китайской Народной Республике.
Активный участник событий, происходивших в пятидесятые-семидесятые годы двадцатого века в советско-китайских отношениях. Был сторонником стабилизации отношений между СССР и КНР.

## Биография
А. А. Брежнев родился 19 июля 1930 г. в г. Ульяновске.

### Образование и начало дипломатической карьеры
В 1948 году А. А. Брежнев окончил с золотой медалью среднюю школу и поступил в Институт международных отношений (в настоящее время Московский государственный институт международных отношений).
В 1953 году по окончании с красным дипломом института был распределен на работу в Министерство иностранных дел СССР.
В том же 1953 году он вместе с женой Энессой, также выпускницей МГИМО, был командирован в Китайскую Народную Республику.
Прошёл учебную стажировку в школе стажёров при Советском Посольстве, а также курс обучения в Народном университете Китая.
В 1955 году Алексей Аркадьевич сдал экзамены за третий курс на дипломатическом факультете Народного университета и начал работать переводчиком (с китайским, французским и английским языками) и атташе Посольства СССР в КНР.

### Работа в посольстве СССР в КНР
Алексей Аркадьевич Брежнев в пятидесятые годы вошел в состав внешнеполитической группы Посольства СССР в КНР, занимался подготовкой справочных материалов о внешней политике Китая, поддерживал контакты с соответствующими подразделениями Министерства иностранных дел Китайской Народной Республики.
Работа А. А. Брежнева в качестве дипломата в КНР продолжалась более двадцати лет. На эти годы пришелся один из наиболее сложных периодов советско-китайских отношений. С 1953 по 1979 годы пост Посла СССР в КНР последовательно занимали «политические тяжеловесы» В. В. Кузнецов, П. Ф. Юдин, С. В. Червоненко, С. Г. Лапин, В. С. Толстиков. В этот период, несмотря на смену послов и руководителей СССР, одним из ведущих сотрудников Посольства СССР в КНР был Алексей Аркадьевич Брежнев.
О степени доверия к А. А. Брежнева со стороны МИД СССР как к дипломату и специалисту может свидетельствовать тот факт, что он неоднократно становился временным поверенным в делах СССР в КНР.
Вернувшись в Москву в 1959 году Алексей Аркадьевич работал третьим секретарём Дальневосточного отдела Министерства иностранных дел Советского союза.
С 1961 по 1967 год был вторым секретарём советского посольства в КНР. Это был период осложнения советско-китайских отношений. В качестве второго секретаря Посольства и руководителя внешнеполитической группы Посольства, особое внимание Алексей Аркадьевич Брежнев уделял анализу сложившейся ситуации для подготовке предложений и аргументации в пользу снижения напряженности в отношениях между Китайской Народной Республикой и Советским Союзом.
В сложной ситуации лета 1967 года, когда возникла угроза полного разрыва дипломатических отношений между СССР и КНР, Алексей Аркадьевич Брежнев возглавил Советское посольство в Пекине в качестве временного поверенного в делах СССР. В соответствии с указаниями Центрального аппарата он проводил политику, в которой твёрдость и решительность сочетались с гибкостью и постоянным желанием советской стороны сохранять стабильные межгосударственные отношения с КНР.
В 1968 году в Москве Алексей Аркадьевич становится экспертом консультантом Отдела печати и старшим советником Управления по планированию внешнеполитических мероприятий МИД СССР.
В 1969 году начались советско-китайские переговоры по пограничным вопросам, которые явились значительным шагом вперёд в оздоровлении обстановки на границе. С 1969 по 1970 год Алексей Аркадьевич Брежнев участвовал в них в качестве советника, а затем члена советской правительственной делегации.
С октября 1972 года Алексей Аркадьевич Брежнев — советник-посланник советского посольства в Пекине. В периоды отсутствия посла, в общей сложности около двух лет, возглавлял Посольство.
Работа Алексея Аркадьевича в тот период была направлена на поиски путей к устранению отчужденности и враждебности в советско-китайских отношениях.
В 1976 году началась полоса перемен как в высшем китайском руководстве, так и в других областях жизни китайского общества, и такая направленность работы Посольства становилась всё более актуальной.
При участии Алексея Аркадьевича Брежнева Посольством был подготовлен ряд документов, к которых формулировалась программа мер по нормализации советско-китайских отношений в складывающейся обстановке. Однако в силу субъективных причин эти предложения не нашли достаточной поддержки в Центральном аппарате МИД СССР и Международном отделе ЦК КПСС.

#### «Свирск»
А. А. Брежнева сыграл важную роль в разрешении ситуации с захватом китайскими властями капитана советского судна «Свирск» летом 1967 года и недопущении провокация в адрес советского посольства к КНР:

С началом «культурной революции» в Китае условия труда и жизни иностранных представителей, и в первую очередь советских людей, в Пекине стали резко ухудшаться. Коммюнике XI пленума ЦК КПК восьмого созыва, опубликованное 12 августа 1966 г., не оставляло сомнений, что во внешнеполитическом плане развертываемая кампания направлена на серьезное обострение советско-китайских отношений и на вытравливание самой идеи дружбы с северным соседом, пустившей корни в китайском обществе. В развязной форме заявлялось о неприятии нового советского руководства и подтверждалось, что Китай отклоняет идею единства действий в оказании помощи Вьетнаму.
Поскольку «культурная революция» продолжала набирать темпы, мы в посольстве ожидали, что летом 1967 года китайцы предпримут новые шаги, направленные на дальнейшее усиление напряженности в отношениях с СССР. К сожалению, этот пессимистический прогноз оправдался. Объектами провокаций все чаще становились принадлежащие Советскому Союзу транспортные средства, в особенности безоружные гражданские суда.
Вне Пекина наиболее крупная провокация была предпринята числа 10-го августа в связи с заходом в китайский порт Далянь советского судна «Свирск». На борт ворвались китайские власти, которые захватили и увезли капитана Коржова. Одновременно толпа китайских граждан попыталась расправиться с членами экипажа. Судно было исписано и обклеено оскорбительными для нашей страны лозунгами."
"Капитан «Свирска» позвонил мне в посольство, подробно проинформировал о случившемся, подчеркнув, что команда судна не давала поводов для подобных действий китайских властей и граждан. Я как мог постарался приободрить его и команду, заверил, что Советское правительство своих моряков в беде не оставит и примет все меры для их освобождения.
Между тем меня насторожило такое обстоятельство: измываясь над Коржовым и его командой, китайские власти в то же время с готовностью предоставляли ему добротную связь с посольством (Коржов звонил не один раз). Невольно возникал вопрос: а не хотят ли они втянуть каким-то образом в эту провокацию посольство и тем самым заручиться поводом для новых акций против него? Хотя документальных доказательств у нас, разумеется, никаких не было, мы, тем не менее, обсудив этот вопрос, пришли к выводу, что считаться с такой возможностью необходимо.
«Едва мы поговорили на эту тему, как приходит указание из Москвы направить в Далянь консульского работника для урегулирования вопроса о „Свирске“. Мне и моим коллегам было абсолютно ясно, что эта поездка в лучшем случае ничего не даст, а скорее всего лишь поможет провокаторам запутать концы и переложить ответственность за случившееся на посольство. До тех пор пока китайские власти противостоят команде „Свирска“, всем ясно, кто на кого напал и кто несет ответственность за случившееся. Хочешь не хочешь, а китайцам все равно пришлось бы отпустить „Свирск“. Здесь они сталкивались не только с командой советского теплохода, но и со всей мореплавающей братией мира. Если же в дело вмешалось бы посольство, картина оказалась бы смазанной и для многих не очевидной. Это позволило бы провокаторам надолго задержать судно и выдвигать всякого рода надуманные обвинения в наш адрес.
Мне, конечно, было известно, как не любят на Смоленской площади отказы выполнять поручения. Тем не менее, учитывая возможные последствия, я счел необходимым доложить ситуацию, как она видится посольству, и просить согласия не направлять в Далянь нашего консульского работника. В Москве с моими доводами согласились.
Судно было освобождено после личного обращения А. Н. Косыгина к Чжоу Эньлаю» — Воспоминания А.А. Брежнева 
.

### Работа в МИД СССР
В 1978 году опытнейший дипломат-китаист А. А. Брежнев был отозван на Родину и направлен на работу в Историко-дипломатическое управление (ИДУ) МИД СССР. Здесь он стал организатором публикации собрания исследований советских историков под общим названием «Документы опровергают», направленной против фальсификации истории российско-китайских отношений. Работа Алексея Аркадьевича, посвященная крестьянскому восстанию тайпинов в Китае также вошла в состав публикации.
За эту работу автору была присвоена степень кандидата исторических наук.

### Работа в Международной организации труда
В 1982 году Алексей Аркадьевич Брежнев начинает работать в качестве директора Московского отделения Международной Организации Труда (МОТ). На этом посту он выявлял и активно использовал возможности, которые предоставляет нашей стране участие в Международной Организации Труда.
С 1986 по 1991 год Алексей Аркадьевич — директор одного из крупнейших департаментов Секретариата Международной организации труда в Женеве — Департамента издательской деятельности и документации.
А. А. Брежнев выполнял обязанности руководителя департамента, организовывал переводы и издания на русском языке публикаций МОТ, разработал и подписал с комиссией СССР по делам МОТ Соглашение о сотрудничестве в области издательской деятельности, содействовал развитию сотрудничества советских учреждений с этой международной организацией.

### Научная и публицистическая деятельность
Как один из опытнейших специалистов СССР по советско-китайским отношениям, Алексей Аркадьевич под различными псевдонимами часто выступал в СМИ, в частности, в таких изданиях как газета «Правда» и еженедельник «За рубежом», в своих статьях освещал различные вопросы советско-китайских отношений.
Был инициатором издания на русском языке «Энциклопедия МОТ по безопасности и гигиене труда».
Как учёный, кандидат исторических наук, А. А. Брежнев является автором ряда публикаций, в том числе книги «Китай: тернистый путь к добрососедству. Воспоминания и размышления».
Книга основана на документах и личных впечатлениях автора. В книге Алексея Аркадьевича описываются, в частности, отношения посольства с «миссией связи США в Китае», которую в то время возглавлял будущий президент США Дж. Буш старший.
Алексей Аркадьевич Брежнев является автором ряда статей во 2-м, 3-м и 4-м изданиях «Дипломатического словаря».
Последняя публикация — научное сообщение об опыте публикации и распространения документов высших органов государственной власти США. Подготовлена на основе личного ознакомления с работой Правительственного управления печати США и помещено в журнале «Советское государство и право» № 8 за 1990 г.

### Общественная и педагогическая деятельность
Общественная деятельность: в ВЛКСМ состоял с 1946 по 1956 год. В 1946—1948 годах — секретарь комсомольской организации средней школы, член Куйбышевского горкома ВЛКСМ, в середине 1950-х годов — заместитель секретаря, секретарь комсомольской организации Посольства СССР в КНР. Член КПСС с 1957 года.
В первой половине 60-х годов. — секретарь парторганизации дипломатического состава Посольства, в 1970-е годы. — член Объединенного местного комитета советских организаций в Пекине.
Постоянно занимался лекционной работой. В 1970-х годах Алексей Аркадьевич Брежнев — Председатель Совета по внешнеполитической пропаганде при посольстве СССР в КНР.
Читал в первой половине восьмидесятых годов курс лекций по истории международных отношений и внешней политики СССР в филиале Вечернего университета марксизма-ленинизма Киевского района при МГК КПСС.
Во второй половине восьмидесятых годов — заместитель Председателя, Председатель Методического Совета при Партийном комитете Постоянного представительства СССР в Женеве, член Совета по внешнеполитической пропаганде.

### Государственные награды
орден Трудового Красного Знамени;
орден "Знак почета";
медаль «За трудовую доблесть»; 
«За доблестный труд» (в ознаменование 100-летия со дня рождения В.И. Ленина);
медаль "Ветеран труда".

### Дипломатические ранги
1972 год — чрезвычайный и полномочный посланник II класса;
1985 год — чрезвычайный и полномочный посланник I класса.

### Семья
Жена: Брежнева Энесса Измайловна (11 июля 1930 — 3 июля 2017). Закончила вместе с будущим мужем историко-дипломатический факультет МГИМО.
Сопровождала А. А. Брежнева во всех служебных командировках. Хорошо зная специфику дипломатической работы, оказывала мужу неоценимую помощь в его деятельности.
Была инициатором написания книги «Китай: тернистый путь к добрососедству». 
Супруги Брежневы родили и воспитали двоих детей: сына и дочь.
Алексей Аркадьевич Брежнев скончался 19 мая 2008 года после тяжёлой продолжительной болезни.
Похоронен в Москве на Троекуровском кладбище.

## Сочинения
- Китай: тернистый путь к добрососедству. Воспоминания и размышления. — М.: Международные отношения, 1998. — 240 с, ил. ISBN 5-7133-0947-9